# Eduardo Ladislao Holmberg
Pour les articles homonymes, voir Holmberg.
 (décembre 2018).
Si vous disposez d'ouvrages ou d'articles de référence ou si vous connaissez des sites web de qualité traitant du thème abordé ici, merci de compléter l'article en donnant les références utiles à sa vérifiabilité et en les liant à la section « Notes et références ».
Eduardo Ladislao Holmberg est un botaniste, un  zoologiste, un géologue et un écrivain argentin, né le 27 juin 1852 à Buenos Aires et mort le 4 novembre 1937 dans cette même ville.

## Biographie
Il commence ses études à l'âge de 6 ans à l'école de don Francisco Reynolds qui lui apprend l'anglais et le français. Il s'inscrit, après l'école primaire, à l'université de médecine, il obtient son titre de docteur en 1880 mais n'exercera jamais.
Holmberg préfère se consacrer à l'histoire naturelle et voyage en Patagonie en 1872 et dans le sud de l'Argentine en 1877. Il commence à étudier les araignées à partir de 1879 en collaboration avec la Société scientifique argentine (es). Il organise plusieurs expéditions scientifiques et fait paraître des publications consacrés à la flore et la faune de son pays. Il fait également paraître une étude phytogéographique Flora de la Repùblica Argentina. Il dirige le jardin zoologique de Buenos Aires de 1888 à 1904. Holmberg fonde avec Enrique Lynch Arribálzaga, El naturalista argentino, première revue d'histoire naturelle du pays.
C'est aussi un passionné de littérature, auteur de textes fantastiques, humoristiques et poétiques.

## Œuvres
- Viaje maravilloso del señor Nic-Nac (1975)
- La pipa de Hoffman (1876)
- Horacio Kalibang o los autómates (1879)
- Viaje por la Patagonia (1872)
- Dos partidos en lucha: fantasía científica, Editorial El Arjentino, Buenos Aires (1875).
- Resultados científicos, especialmente zoológicos y botánicos de los tres viajes llevados a cabo en 1881, 1882 y 1883 a la sierra de Tandil Actas de la Academia de Ciencias de Córdoba (1884-1886)
- Flora de la República Argentina (1895)
- La bolsa de huesos Buenos Aires (1896)
- Olimpio Pitango de Monalia: edición príncipe, Editorial Solar, Buenos Aires (1991).
- Cuentos fantásticos, Editorial Edicial, Buenos Aires (1994)
- El rui señor y el artista
- Insomnio
- Boceto de un alma in pena
- El tipo más original
- Umbra
- La casa endiablada
- Botánica Elemental